# Les sabatilles vermelles
Les sabatilles vermelles (De røde Skoe), a vegades traduit també com Les sabates vermelles, és un conte de fades de l'escriptor i poeta danès Hans Christian Andersen, famós pels seus contes per a nens. Va ser publicat per primera vegada el 7 d'abril del 1845 a nous contes de fades. Primer Tom. Tercera col·lecció. 1845 (Nye Eventyr. Første Bind. Tredie Samling). Els altres títols inclosos en aquest volum són: El turó dels elfs (Eleverhøi), Els campions de salt (Springfyrene), La pastora i l'escura-xemeneies (Hyrdinden og Skorstensfejeren) i Ogier, el danès (Holger Danske).
El conte Les sabatilles vermelles és el n.º 72 del catàleg d'Andersen. Es va tornar a publicar el 18 de desembre de 1849 dins de Contes de fades. 1850 (Eventyr. 1850) i més endavant, el 30 de març de 1863 dins de Contes de fades i historietes. Segon volum. 1863 (Eventyr og Historier. Andet Bind. 1863).

## Trama
El conte narra la història de Karen, una nena molt pobra que no tenia sabates; a l'estiu anava descalça i a l'hivern amb uns grans esclops de fusta. Una sabatera del poble li va fer amb restes de drap vermell unes sabatilles. En morir la seva mare acudeix a l'enterrament amb el seu únic calçat, les sabatilles vermelles, que no són de dol.
Una anciana, apiadant-se d'ella, la va prendre al seu càrrec; Karen va viure amb ella i va arribar el moment de fer la primera comunió. Karen, aprofitant la poca vista de l'anciana, va triar unes sabates vermelles de ball. L'anciana, en assabentar-se, li va explicar que no eren apropiats per a anar a l'església. I així va arribar el dia en què havia de fer la confirmació. Karen es va calçar les sabates vermelles, malgrat l'advertiment de l'anciana. A la sortida de l'església un home invàlid li va dir: «Bufones sabates per a un ball!» Des d'aquest moment, Karen no podia deixar de ballar; va comprendre que les sabates estaven encantades.
El que en principi podria semblar fascinant, aviat es va convertir en una tortura. Va travessar boscos i camps, sense descans, dia i nit. Karen va acabar, molt penedida de la seva vanitat, implorant la misericòrdia de Déu.

## Creació i publicació
Per una banda, Andersen anomenà la antiheroïna d'aquest conte, Karen, com a la seva odiada mig germana, Karen Marie Andersen. Per altra banda, l'origen del conte es remunta a un incident que Andersen presencià sent encara nen. Una adinerada dama envià al pare d'Andersen, que era sabater, un tros de seda vermella per fer un parell de sabatilles de ball per a la seva filla. Curosament, utilitzant un cuir fi de color vermell junt amb la seda, creà un parell de sabatilles de ball; però la rica dama li etzibà que eren totalment inapropiats. Li recriminà que «no havia fet més que espatllar [la seva] seda». Al que el seu pare respongué: «En aquest cas, també puc espatllar el meu cuir», i destrossà les sabates davant d'ella.
El conte de Les sabatilles vermelles va ser publicat per primera vegada el 7 d'abril de 1845 per C.A. Reitzel a Copenhaguen en la col·lecció Nous contes de fades. Primer Tom. Tercera col·lecció. 1845 (Nye Eventyr. Første Bind. Tredie Samling. 1845). Va ser reeditat el 18 de desembre de 1849 en Contes de fades. 1850 (Eventyr. 1850) i de nou el 30 de març de 1863 en la col·lecció Contes de fades i historietes. 1863 (Eventyr og Historier. Andet Bind. 1863).

## Interpretacions
En un principi, el significat que buscava transmetre Andersen era l'ambivalència sobre la bellesa i el plaer. En diversos contes de l'escriptor danès es tracta el tema de la bellesa, però la seva visió està enfosquida per una por profunda a què els encanteris d'aquesta puguin convertir-se en demoníacs. En el conte "Les sabatilles vermelles" Karen sent un apetit per la bellesa de les sabatilles vermelles i aquesta màgia de la bellesa es gira en contra de Karen.
A part de veure això com un acte d'arrogància o de vanitat, es pot veure el ball de Karen com un acte de creativitat. Algunes crítiques feministes defensen que el conte és una al·legoria de la violència que amenaça a aquells que prefereixen una realització artística que el compliment dels rols socials.
Una altra interpretació, interessant i personal, és la que fa José María Perceval al llibre Historia mundial de la comuniación en la que fa una al·legoria del conte amb com la humanitat ha anat adaptant-se a nous suports de comunicació. La comunicació no és únicament humana, els animals també es comuniquen, però ells no tenen aquestes sabatilles vermelles. Perceval considera que la humanitat es va posar les sabatilles vermelles per primera vegada des que es comença a tractar la comunicació com un espai extern i es comencen a transformar històries per parlar de la mateixa humanitat i el seu futur. Des de llavors no ha parat de ballar i no sembla que es pugui aturar aquest ball el qual, actualment, amb tots els avenços tecnològics pels suports de la comunicació, és global.

## Adaptacions
- 1948: Les sabatilles vermelles, pel·lícula dirigida per Michael Powell i Emeric Pressburger.
- 2005: Bunhongsin, pel·lícula sud coreana de terror, escrita i dirigida per Kim Yong-gyun, que s'inspirà en aquest conte d'Andersen.